# Missa brevis n.º 2 (Mozart)

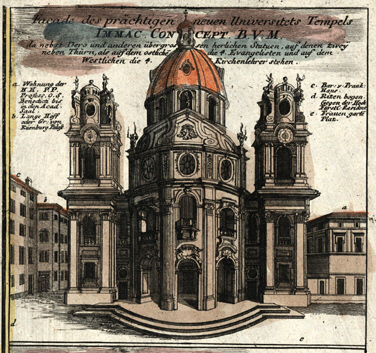
La Iglesia de la Universidad de Salzburgo, circa 1712. La misa fue compuesta para una vigilia de cuarenta horas celebrada en este templo.

La Missa brevis n.º 2 en re menor, K. 65/61a, es una misa compuesta por Wolfgang Amadeus Mozart y completada el 14 de enero de 1769.
En actualidad, se piensa que esta misa fue interpretada en la Kollegienkirche de la Universidad de Salzburgo como inicio de una vigilia de cuarenta horas. Como misa de Cuaresma, es probable que el Gloria no fuera interpretado en esta ocasión, por lo que habría sido compuesto para un uso posterior de la obra. Esta es la composición más breve de Mozart basada en el ordinario de la misa, así como su única missa brevis escrito en una tonalidad menor.

## Estructura
La obra consta de seis movimientos, que siguen el tradicional orden de la misa:
1. Kyrie (Adagio, re menor, 4/4)
—Kyrie eleison... (Allegro, re menor, 3/4)
2. Gloria (Allegro moderato, re menor, 4/4)
3. Credo (Allegro moderato, re menor, 3/4)
—Et incarnatus est... (Adagio, re menor, 2/2)
—Et resurrexit... (Allegro moderato, re menor, 3/4)
—Et vitam venturi saeculi... (Più mosso, re menor, 2/2)
4. Sanctus (Adagio, re menor, 2/2)
—Pleni sunt coeli et terra... (Allegro, re menor, 4/4)
—Hosanna in excelsis... (Allegro, re menor, 3/4)
5. Benedictus (Andante, sol menor, 4/4; dueto soprano/contralto)
—Hosanna in excelsis... (Allegro, re menor, 3/4)
6. Agnus Dei (Andante, re menor, 4/4)
—Dona nobis pacem... (Vivace, re menor, 3/8)

## Instrumentación
Es una missa brevis compuesta para cuarteto de solistas vocales (soprano, contralto, tenor y bajo), coro mixto a cuatro voces y una orquesta integrada por violines I y II, tres trombones colla parte y bajo continuo.